# Friedrich Knoll (skladatel)
Friedrich Knoll, celým jménem Johann Philipp Friedrich Knoll (13. září 1825 Karlovy Vary – 25. července 1894 tamtéž) byl český obchodník, skladatel, klavírista a sbormistr. Jeho otcem byl první volený starosta Karlových Varů Johann Peter Knoll (1797–1874), bratrancem pak Eduard Knoll, rovněž někdejší starosta, švagrem pak Heinrich Mattoni.

## Život
Friedrich Knoll se narodil do rodiny karlovarského měšťana a obchodníka, budoucího starosty Johanna Petera Knolla a Marie Knollové rozené Roscherové. Měl pět sourozenců. S otcem míval často spory, protože chtěl, aby jeho syn byl obchodníkem, zatímco Friedrich byl od dětství přitahován k hudbě. Friedrich nakonec splnil přání svého otce, ale hudby se nevzdal. Naučil se hrát na klavír a 30. října 1842 uspořádal svůj první veřejný koncert ve Vřídelní hale ve prospěch stavby pomníku Davida Bechera. Téhož roku vznikl z iniciativy dr. Rudolfa Mannla Karlovarský hudební spolek (Karlsbader Musikverein), jehož se stal aktivním členem.
Na přání svého otce, který podnikání zafinancoval, se stal společníkem Heinricha Mattoniho. Od roku 1857 si s Mattonim pronajímali na 10 let od města Karlovy Vary expedici městské minerální vody a brzy dosáhli rychlého prodeje díky rozsáhlému systému dodávek. V roce 1858 se Friedrichova sestra Wilhemina (Vilemína) za jeho obchodního partnera Heinricha Mattoniho provdala.
Již v roce 1867 s Mattonim získali do pronájmu také expedici léčivé vody z Ottova pramene v sousední obci Giesshübl-Puchstein (dnes Kyselka). V roce 1868 začali stáčet vodu do skleněných lahví, do té doby byly běžnější hliněné nádoby. Firmě Knoll-Mattoni se během deseti let podařilo vývoz minerální vody z Karlových Varů ztrojnásobit. V roce 1873 Knoll ze společnosti odstoupil a plně se věnoval hudbě.
V roce 1859 se mu spolu s ředitelem karlovarské živnostenské školy podařilo prosadit založení „Mužského pěveckého sboru Karlovarského hudebního spolku“ („Männerchor des Karlsbader Musikvereines"). Friedrich Knoll se stal vedoucím sboru. Nastudoval mši od Hassingera, která byla úspěšně provedena 10. dubna 1859. Začal též skládat.
Dne 7. října 1856 se v děkanském kostele sv. Máří Magdaleny v Karlových Varech oženil s Julianou Marií, rozenou Hofmannovou.
Poté, co byl v roce 1861 založen „Karlovarský mužský pěvecký spolek" („Karlsbader Männergesangverein"), se Knoll stal jeho předsedou. Komponoval písně, mše, dokonce i opery a jednu operetu. Některé z jeho skladeb zůstaly nevydány a po jeho smrti byly ztraceny. Příbuzní, kteří zdědili jeho notové záznamy, z nich ve svých obchodech z neznalosti točili kornouty pro koření, bonbony nebo čočku.
Zemřel 25. července 1894 v Karlových Varech ve svém domě čp. 24, dva dny nato byl pohřben na drahovickém Ústředním hřbitově v Karlových Varech.

## Výběr z díla
- Láska u jezera, opera
- Slečna Žena, opereta
- Veletrh, předehra
- Tři mše, 1867/1870
- Viderunt omnes, pastorační graduál
- Ave maris stella pro alt, mužský sbor a orchestr
- Jaro, 1861
- Slavnostní pozdrav („Vítejte, vítejte všichni muži“) pro mužský sbor, text W. E. Kliera, 1862
- Můj život, mužský sbor s barytonovým sólem, 1863
- Německé povstání, sbor s dechovým orchestrem, text Theodora Körnera, 1863
- Kantáta pro stavbu Královské výšiny, 1852